# Хохлов, Виктор Игнатьевич
Ви́ктор Игна́тьевич Хохло́в (1912—21 марта 1942, Киев) — один из организаторов и участник антифашистского подполья в Киеве во время Великой Отечественной войны.

## Биография
До начала войны работал начальником цеха киевского завода «Большевик».
В. Хохлов остался в городе со специальным партийным заданием: как заместитель секретаря Киевского подпольного горкома КП(б)У он должен был организовать сопротивление немецким оккупантам.
Под руководством подпольного горкома борьба в тылу врага началась сразу же после оккупации Киева. Подпольные группы создавались на многих предприятиях. Одна из таких групп начала действовать на заводе «Большевик» при непосредственном участии Виктора Хохлова. Вместе с товарищами Виктор организовал антифашистскую агитацию среди рабочих и служащих завода, распространял листовки, сводки Совинформбюро, которые выпускал подпольный горком. Подпольщики проводили диверсионные акты, уничтожая или повреждая продукцию для фронта. Диверсии останавливали работу цехов, портили оборудование и станки.
Одной из самых больших диверсий в феврале 1942 года руководил сам Виктор Игнатьевич: подпольщики взорвали тогда электростанцию, которая обеспечивала энергией завод, после чего заводское электрохозяйство надолго вышло из строя. Гестаповцы начали расследование. Подозрение пало и на Хохлова. Начались аресты. В марте арестовали многих рабочих, среди них и В. Г. Хохлова. Фашисты вынуждены были освободить их из-за недоказанности участия их в диверсии.
Однако для В. Хохлова зверские пытки закончились трагически. Избитого до полусмерти, с переломанными руками, его выбросили на снег возле трамвайной остановки и установили наблюдение: кто же придет его забирать? Только на следующую ночь сестре Шуре удалось незаметно отвести его на санках в надёжное место. Но спасти Виктора уже было невозможно. В конце марта 1942 году он умер.

Александра Игнатьевна Хохлова — связная Киевского подпольного горкома КП(б)У

Его сестра — Александра Игнатьевна Хохлова (род. 1916) — связная Киевского подпольного горкома КП(б)У. В 1942 году была схвачена агентами гестапо и казнена в июне того же года.
В 1971 году Виктор Хохлов перезахоронен в Киеве на Лукьяновском кладбище (участок № 12, ряд 1, место 18).
От завода «Большевик» на могиле подпольщика был установлен памятник.
Посмертно он был награждён орденом Ленина и медалью «Партизану Отечественной войны» I степени.
В 1969 году в Киеве на фасаде дома на проспекте Победы, 43, где жили Герои Великой Отечественной войны Виктор и Александра Хохловы, была установлена мемориальная доска. В 1971 году в Киеве в их честь была названа улица — Хохловых. 
В данный момент улица в Киеве, носившая имя семьи Хохловых, переименована в честь Гарета Джонса.